# توماس لون
توماس لون (بالإنجليزية: Thomas Lown)‏ مواليد 5 أبريل 1904 في نيويورك - الوفاة 22 سبتمبر 1977 في نيويورك، كان ملاكم محترف أمريكي صنّف ضمن فئة وزن الوسط. سبق أن شارك في دورة الألعاب الأولمبية الصيفية سنة 1928.

## إحصائيات
خاض خلال مسيرته 14 نزالا، فاز في 12 ولم يتعادل وخسر في 2. فاز بالضربة القاضية في 3 نزالات.

## روابط خارجية
- توماس لون على موقع بوكس ريك (الإنجليزية) (registration required)
- توماس لون على موقع أوليمبيديا (الإنجليزية)